# 영웅 돌아오다
《영웅 돌아오다》는 1987년 공개된 대한민국의 영화이다.

## 배역
- 이영하 : 태민 역
- 김희애 : 영미 역
- 김성찬
- 남성훈
- 김혜영 : 은혜 역
- 김영애